# Йорк, Морган
Морган Элизабет Йорк (англ. Morgan Elizabeth York; род. 18 января 1993, Бербанк, Калифорния, США) — американская актриса, известная по роли Ким Бейкер в «Оптом дешевле» и «Оптом дешевле 2», а также роли Сары в телесериале «Ханна Монтана».

## Биография
Морган — старший ребёнок в семье. У неё есть сестра Венди (род. 1995) и брат Томас (род. 1999). В 2015 году окончила Университет Редлендса.
В возрасте 17 лет, после съёмок в телесериале «Ханна Монтана» (2010), Морган потеряла интерес к актёрской карьере и посвятила себя написанию книг. Она также заявила, что вернется к съемкам в будущем.
С 13 июля 2019 года Йорк замужем за Дэнни Хаддадом. У супругов есть дочь (род. пр. ноябрь 2023).

## Фильмография
| Год       |     | Русское название          | Оригинальное название  | Роль           |
| --------- | --- | ------------------------- | ---------------------- | -------------- |
| 2003      | кор | —                         | The Vest               | массовка       |
| 2003      | ф   | Оптом дешевле             | Cheaper by the Dozen   | Ким Бейкер     |
| 2004      | с   | Практика                  | The Practice           | Мелисса Стюарт |
| 2004      | с   | Жизнь с Бонни             | Life with Bonnie       | Кристин        |
| 2005      | ф   | Лысый нянька: Спецзадание | The Pacifier           | Лулу Пламмер   |
| 2005      | ф   | Оптом дешевле 2           | Cheaper by the Dozen 2 | Ким Бейкер     |
| 2006—2010 | с   | Ханна Монтана             | Hannah Montana         | Сара           |